# Roman Babowal
Roman Babowal (2 de setembro de 1950, Liège, Bélgica - 15 de junho de 2005, Liège, Bélgica) foi um médico e poeta belga. Nasceu em 2 de setembro de 1950 em Liège, Bélgica, e estudou na Universidade de Leuven, onde graduou-se em medicina com um PhD, especializando-se em oncologia e medicina nuclear. Ele publicou seis poemas modernistas em língua ucraniana, e três em língua francesa. Pertenceu à União de Escritores Ucranianos, e ganhou um prêmio pelos seus poemas em francês em 1990.